# Caridina malawensis
Caridina malawensis е вид десетоного от семейство Atyidae.

## Разпространение и местообитание
Видът е разпространен в Малави.
Обитава крайбрежията на сладководни басейни.